# ナンベイヨコクビガメ属
ナンベイヨコクビガメ属（ナンベイヨコクビガメぞく、Podocnemis）は、カメ目ヨコクビガメ科に属する属。模式属はオオヨコクビガメ。

## 分布
エクアドル、ガイアナ、コロンビア、トリニダード・トバゴ、ブラジル、フランス（仏領ギアナ）、ベネズエラ、ペルー、ボリビア

## 形態
最大種はオオヨコクビガメで最大甲長89cm（最大甲長107cmとする説もあり）と本属のみならずヨコクビガメ科最大種。最小種はムツコブヨコクビガメで最大甲長31.7cm。オスよりもメスの方が大型になる。背甲は扁平か、ややドーム状に盛り上がる。後部縁甲板は鋸状に尖らず、滑らか。背甲は小型で細長い。左右の喉甲板の間にある甲板（間喉甲板）は大型で肩甲板に接し、そのため左右の喉甲板が接しない。
吻端が突出する。上顎や下顎の先端は鉤状に尖らない。多くの種で吻端から頭頂部にかけて溝が入る。
幼体では後部縁甲板が鋸状に尖る種もいるが、成長に伴い滑らかになる。吻端や側頭部に斑紋が入るが、成体では不明瞭になったり消失する事もある。

## 分類
- Podocnemis erythrocephala　ズアカヨコクビガメ　Red-headed river turtle
- Podocnemis expansa　オオヨコクビガメ
- Podocnemis lewyana　マグダレナヨコクビガメ　Magdalena river turtle
- Podocnemis sextuberculata　ムツコブヨコクビガメ　Six-tubercled river turtle
- Podocnemis unifilis　モンキヨコクビガメ　Yellow-spotted river turtle
- Podocnemis vogli　サバンナヨコクビガメ　Savanna side-necked turtle

## 生態
河川や湖、池沼、湿原などに生息する。水棲傾向が強く、多くの種は産卵時を除いて上陸しない。
食性は植物食傾向の強い雑食で、植物の葉、果実、水草、魚類などを食べる。大型種や大型個体、メスは植物食傾向が強く、小型種や幼体、オスは動物食傾向が強い。プランクトンを水ごと口に含んでから、濾しとって食べる種もいる。

## 人間との関係
生息地では卵も含めて食用にされたり、油の原料にされることがある。
食用や油用、ペット用の乱獲などにより生息数は減少している種もいる。属単位でワシントン条約附属書II類に掲載されたり、生息地では法的に輸出が規制されている。
ペットとして飼育されることもあり、日本にもマグダレナヨコクビガメを除いて輸入されている。大型種が多く遊泳性が強いため、大型のケージが用意できない限り一般家庭での飼育には向かない。アクアリウムで飼育される。低温に弱いため水中にヒーターを設置して保温し、陸場には局所的で水に強い暖房器具を照射して体を温め皮膚や甲羅を乾かすことのできる環境を作る。

## 画像

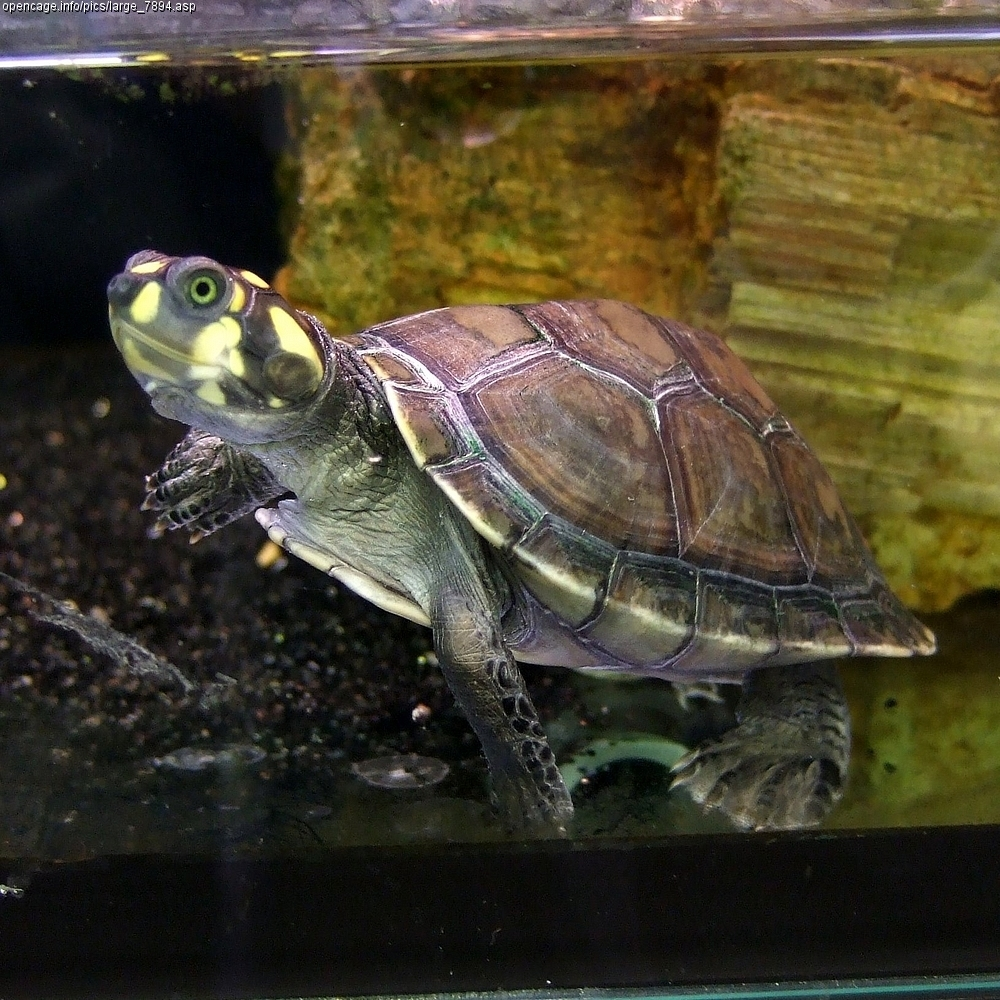
モンキヨコクビガメ P. unifilis